# Hyaena
Pour l’article homonyme, voir Hyæna (album).
Genre
Synonymes
- Anomalopithecus, Parahyaena Hendey, 1974, Pliocrocuta, Pliohyaena Hendey, 1974[2]
- Euhyaena Falconer, 1868[3]
- Euhyaena[2]
- Hyaena Brünnich, 1771[1]
- Hyena Gray, 1821[3]
- Hyena[2]
- Parahyaena Hendey, 1974[1]

Hyaena est un genre de hyènes de la famille des Hyaenidae.
Il comporte deux espèces actuelles : Hyaena brunnea et Hyaena hyaena, et des espèces fossiles.

## Liste d'espèces
Selon BioLib (8 février 2019) :
- Hyaena brunnea Thunberg, 1820
- Hyaena donnezani Viret, 1954 †
- Hyaena hyaena (Linnaeus, 1758)
- Hyaena perrieri Kurtén, 1956 †

Selon Catalogue of Life (8 février 2019), ITIS (8 février 2019) et Mammal Species of the World (version 3, 2005)  (8 février 2019) :
- Hyaena brunnea Thunberg, 1820
- Hyaena hyaena (Linnaeus, 1758)